# 小浜西組

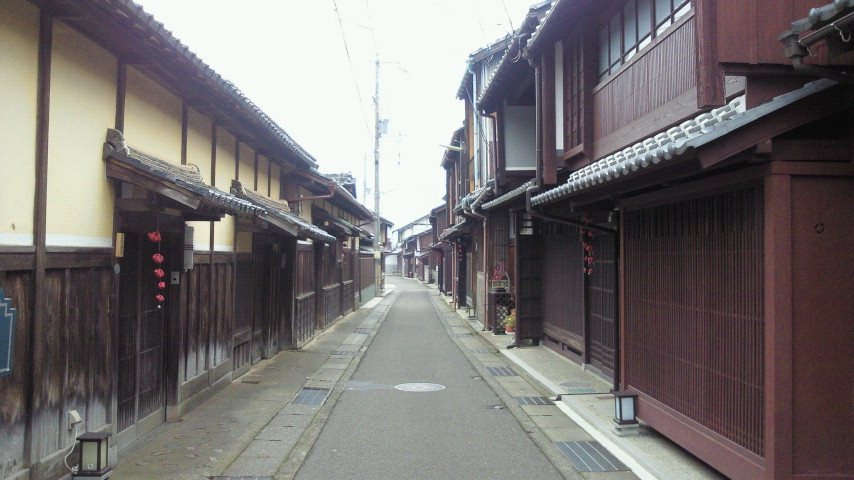
三丁町

小浜西組（おばまにしぐみ）は、福井県小浜市西部に位置する、小浜市小浜西組伝統的建造物群保存地区の通称である。福井県小浜市の西部に展開する町並みで、丹後街道を中心に商家町・茶屋町・寺町で構成されている。近世城下町の街路や地割りをよく留めているとして、平成20年6月9日に選定された。

## 概要
小浜西組は小浜市街地の西方、小浜湾と後瀬山に挟まれて位置する。西組の東側は商家町、西側は茶屋町、西端と南の山麓は寺町として整備された。当地域は旧丹後街道に沿って、近世前期の古い町割りが残る。2008年（平成20年）6月10日に重要伝統的建造物群保存地区として選定された。また、2015年（平成27年）4月24日、「海と都をつなぐ若狭の往来文化遺産群 - 御食国（みけつくに）若狭と鯖街道 - 」の構成文化財として日本遺産に認定された。
西組の町割りは三丁町に代表される茶屋町が西側にあり、茶屋建築の千本格子、2階の縁や出窓を持つ建造物が残されており、現在も芸妓を置く料亭も存在する。また、広市場・狭市場と呼ばれる商家町は丹後街道の東側にあり切妻造平入であり、趣が異なる。後瀬山山麓および西端に小浜藩主・酒井氏の菩提寺である空印寺等の寺町が町割りされている。

## 歴史
後瀬山には1522年（大永2年）に守護・武田元光が築いた後瀬山城があった。1600年（慶長5年）に入部した京極高次は翌1601年（慶長6年）、北方の北川と南川に挟まれた地に小浜城を築き、後瀬山城は廃城となった。城下町は次第に拡大し、東組、中組、西組の3地区に分かれるのは1684年（貞享元年）のことである。
度重なる大火により、現存する建物の多くは1888年（明治21年）のものが多いが、伝統的建造物が多く残されている。

## 主な建造物
小浜西組伝統的建造物群保存地区内に1888年（明治21年）の大火のあとに建てられたものを中心に、指定・登録文化財として保護あるいは活用されている建物がある。
地区内に所在する主な建築物は以下のとおりである（表の出典は特に記載がない限り『福井の歴史的建造物』による）。
町屋はほとんどが平入の瓦葺の2階建てで下屋庇がある。1階には出格子やガッタリと呼ばれる揚げ見世、2階には袖卯建があるものが多い。消火活動のため井戸がある家は玄関に井戸のマークを掲示している。
| 名称                 | 所在地     | 年代     | 文化財指定・登録 | その他                                                               |
| -------------------- | ---------- | -------- | ---------------- | -------------------------------------------------------------------- |
| 旧小浜遊郭検番事務所 | 小浜市香取 | --       | --               | --                                                                   |
| 旧料亭酔月           | 小浜市飛鳥 | --       | --               | 2003年に「町並みと食の館」として開館                                 |
| 佐竹家住宅           | 小浜市飛鳥 | 1924年   | --               | --                                                                   |
| 吹七酒店             | 小浜市貴船 | 1854年   | --               | 主屋左側には文珠地蔵がある。                                         |
| 白鳥会館             | 小浜市白鳥 | 明治時代 | 国登録           | 1888年の大火の直後に防火を意図して建築。当時、万金丹を製薬していた。 |
| 高鳥歯科医院         | 小浜市鹿島 | 1925年   | 国登録           | 診察室を2階に設置                                                    |
| 空印寺薬医門         | 小浜市男山 | 1668年   | 市指定           | 2代小浜藩主の酒井忠直によって造営された酒井家の菩提寺                |

## 重要伝統的建造物群保存地区基本データ
- 名称 - 小浜市小浜西組伝統的建造物群保存地区
- 種別 - 茶屋町　商家町
- 面積 - 19.1ヘクタール
- 所在地 - 福井県小浜市小浜香取、小浜飛鳥の全域および小浜大原、小浜貴船、小浜浅間、小浜白鳥、小浜鹿島、小浜男山、小浜日吉、小浜住吉、小浜神田、および青井の各一部
- 選定年月日 - 2008年6月9日

## ギャラリー

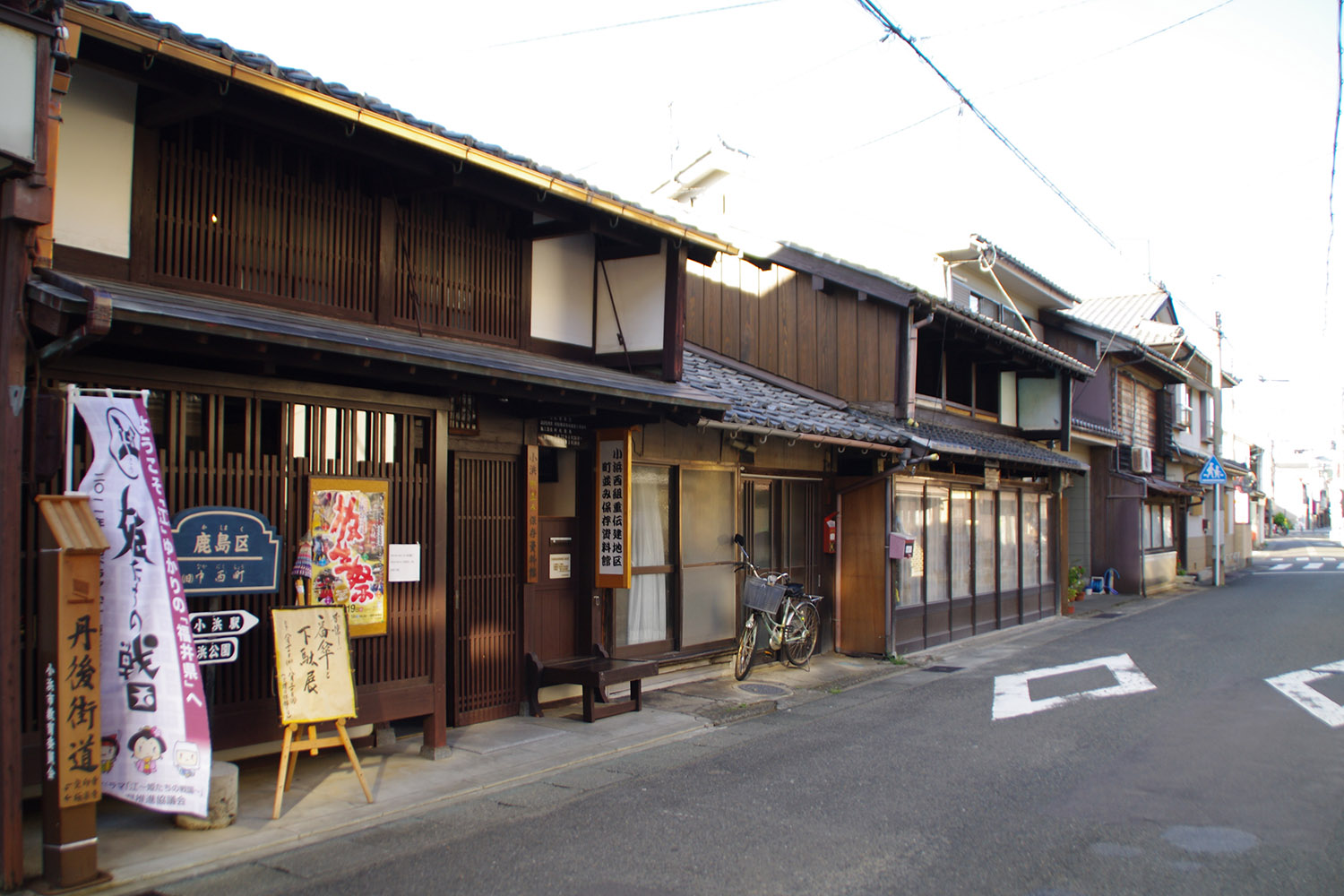
町並み保存資料館
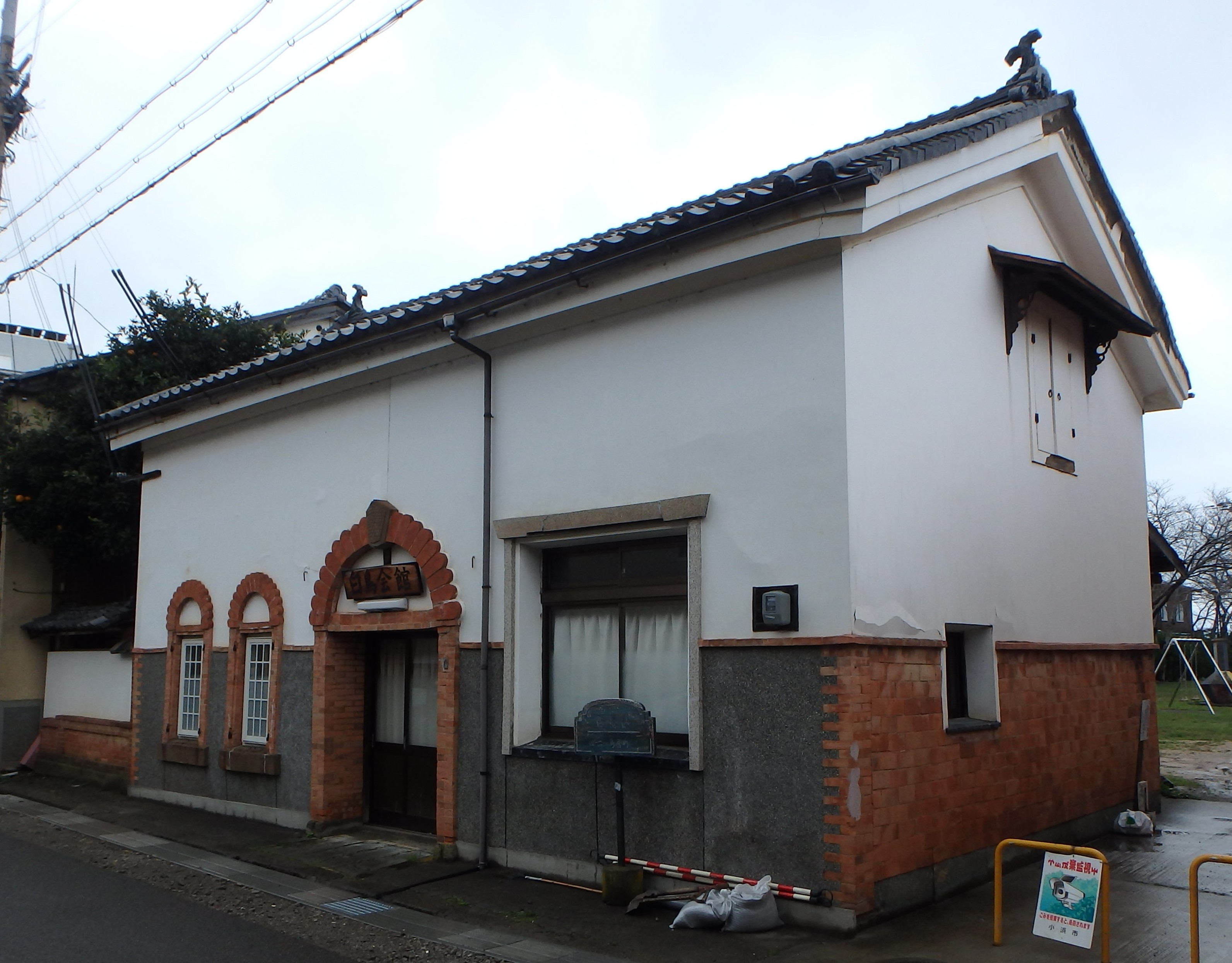
白鳥会館（2021年3月13日）
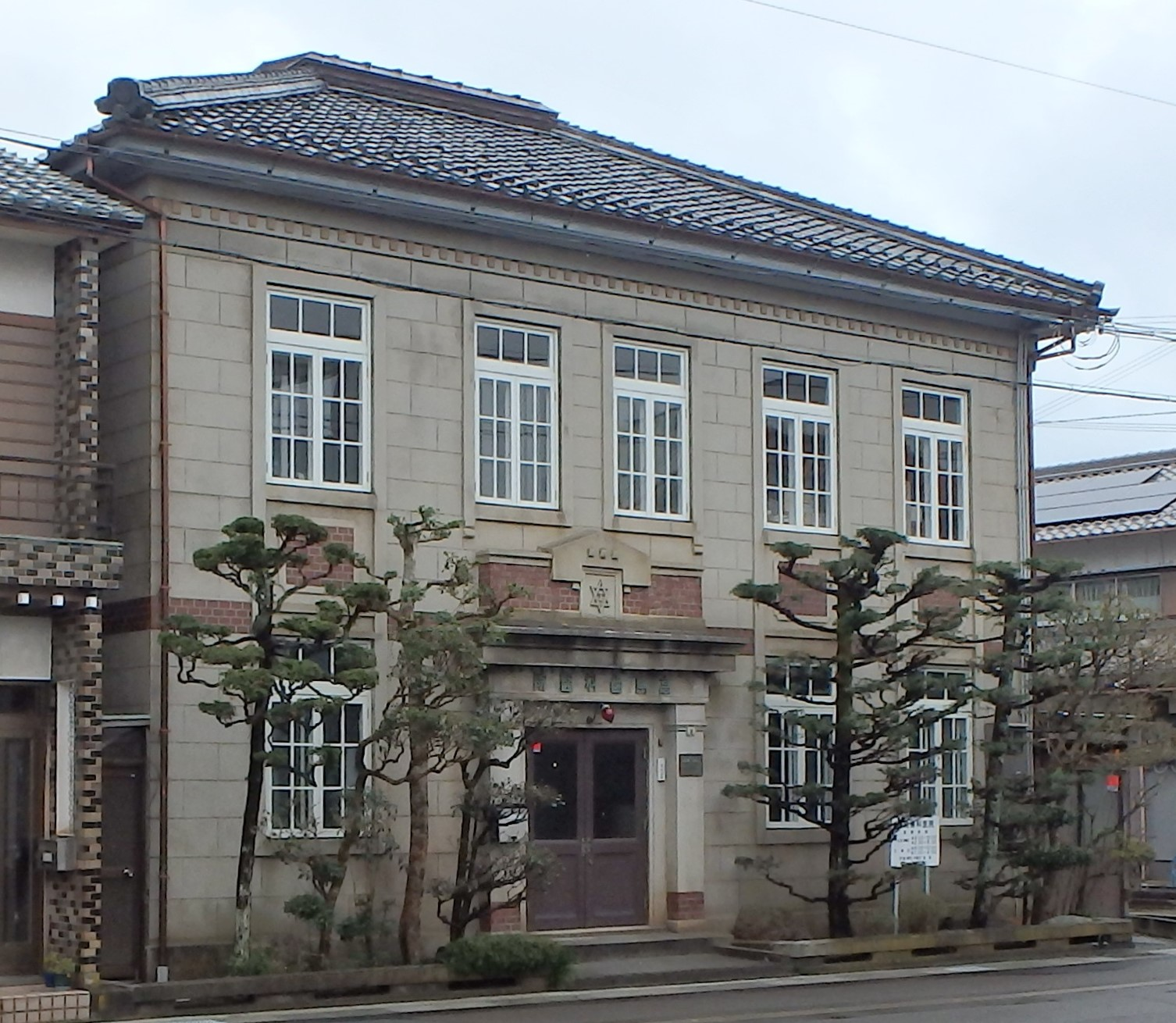
高鳥歯科医院（2021年3月13日）
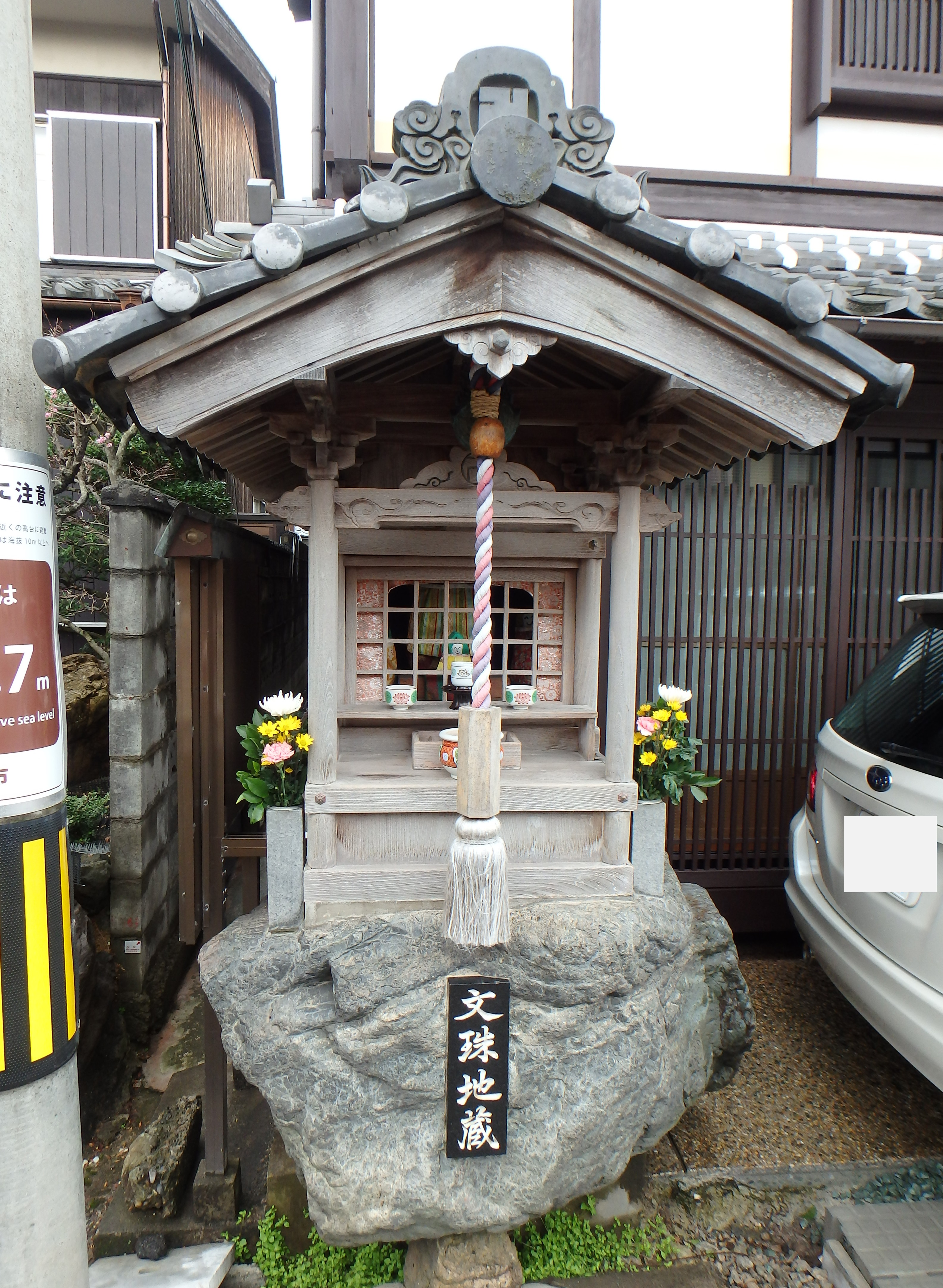
文珠地蔵（2021年3月13日）
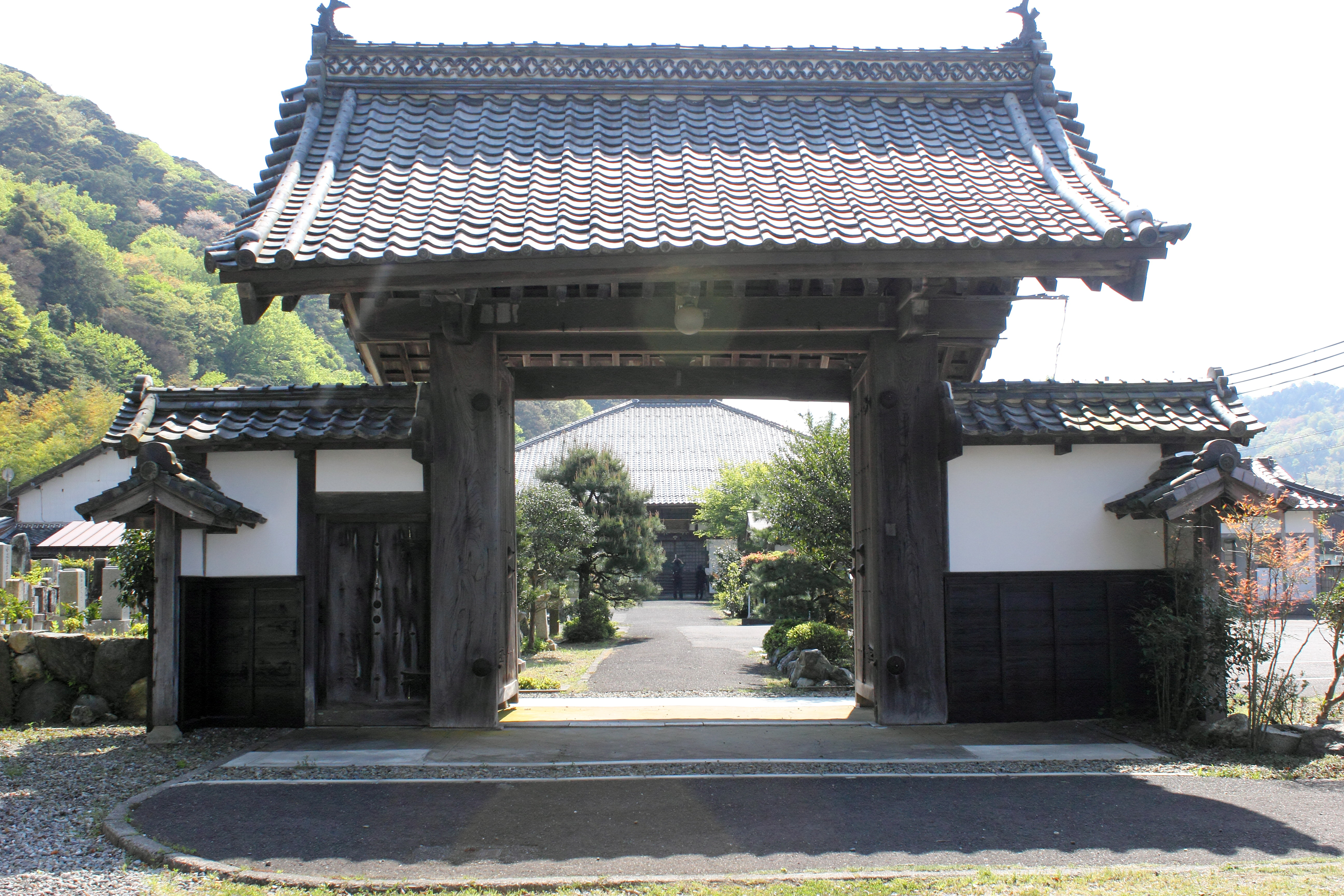
空印寺 薬医門
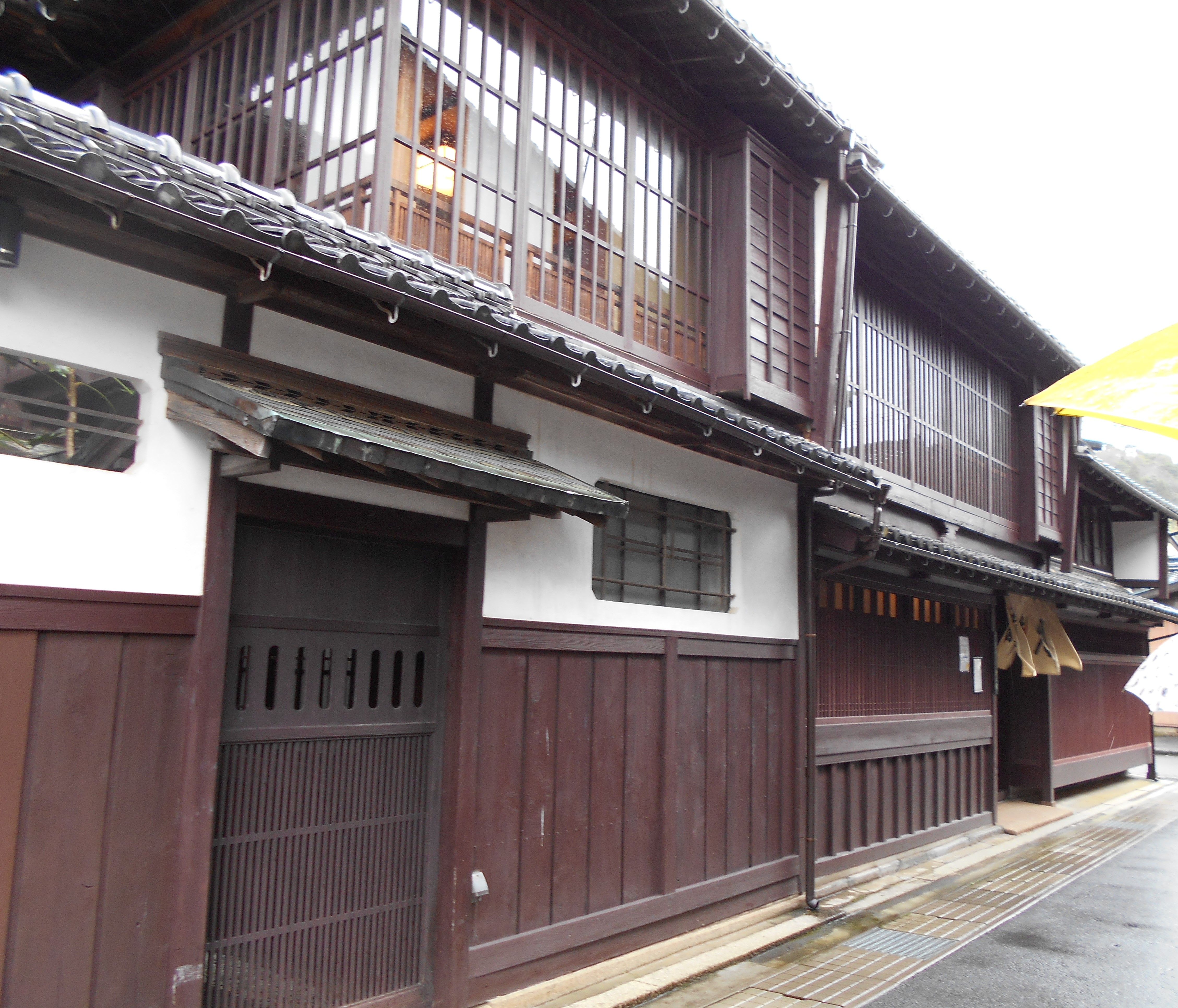
町並みと食の館
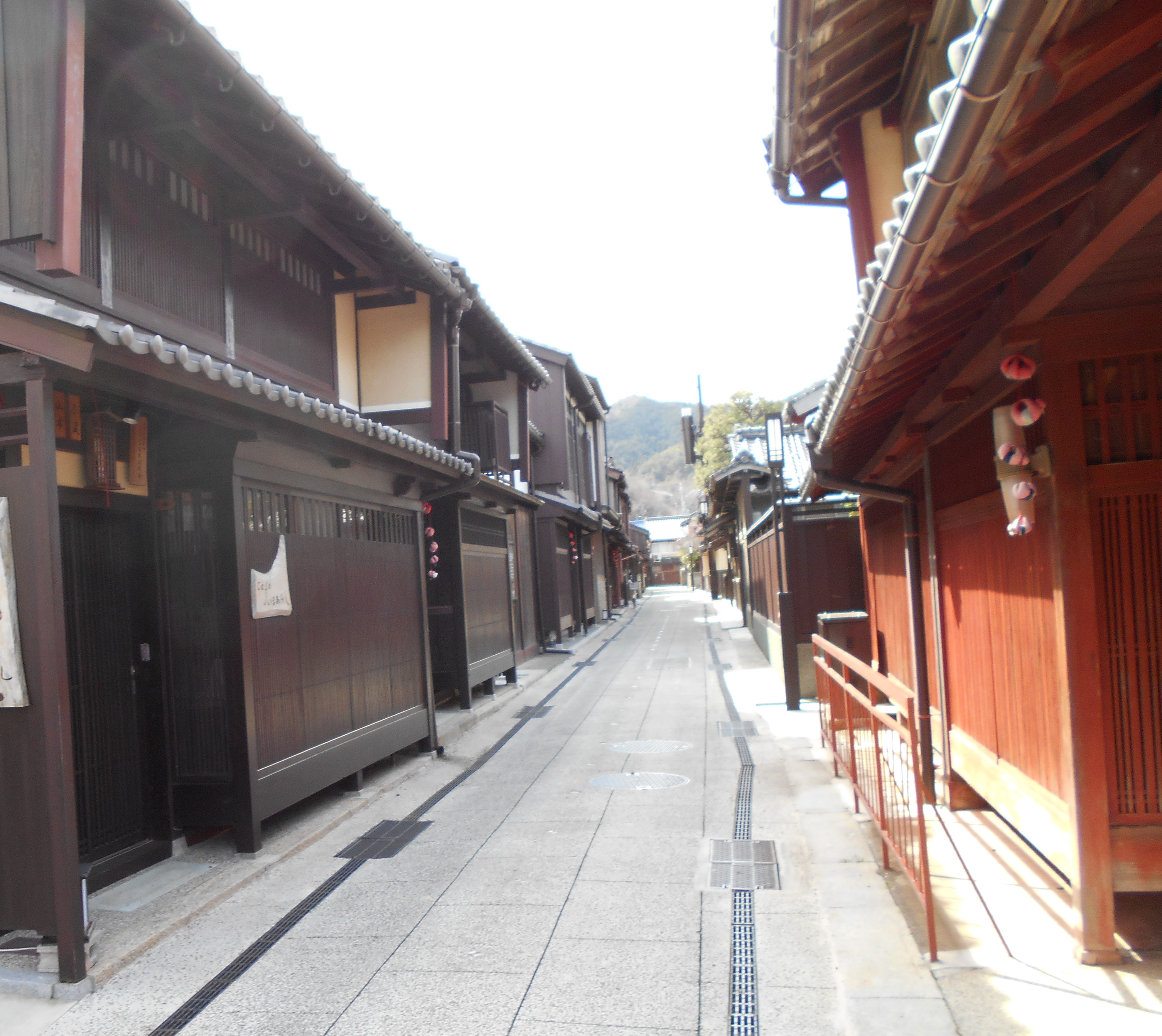
三丁町（2021年3月1日）
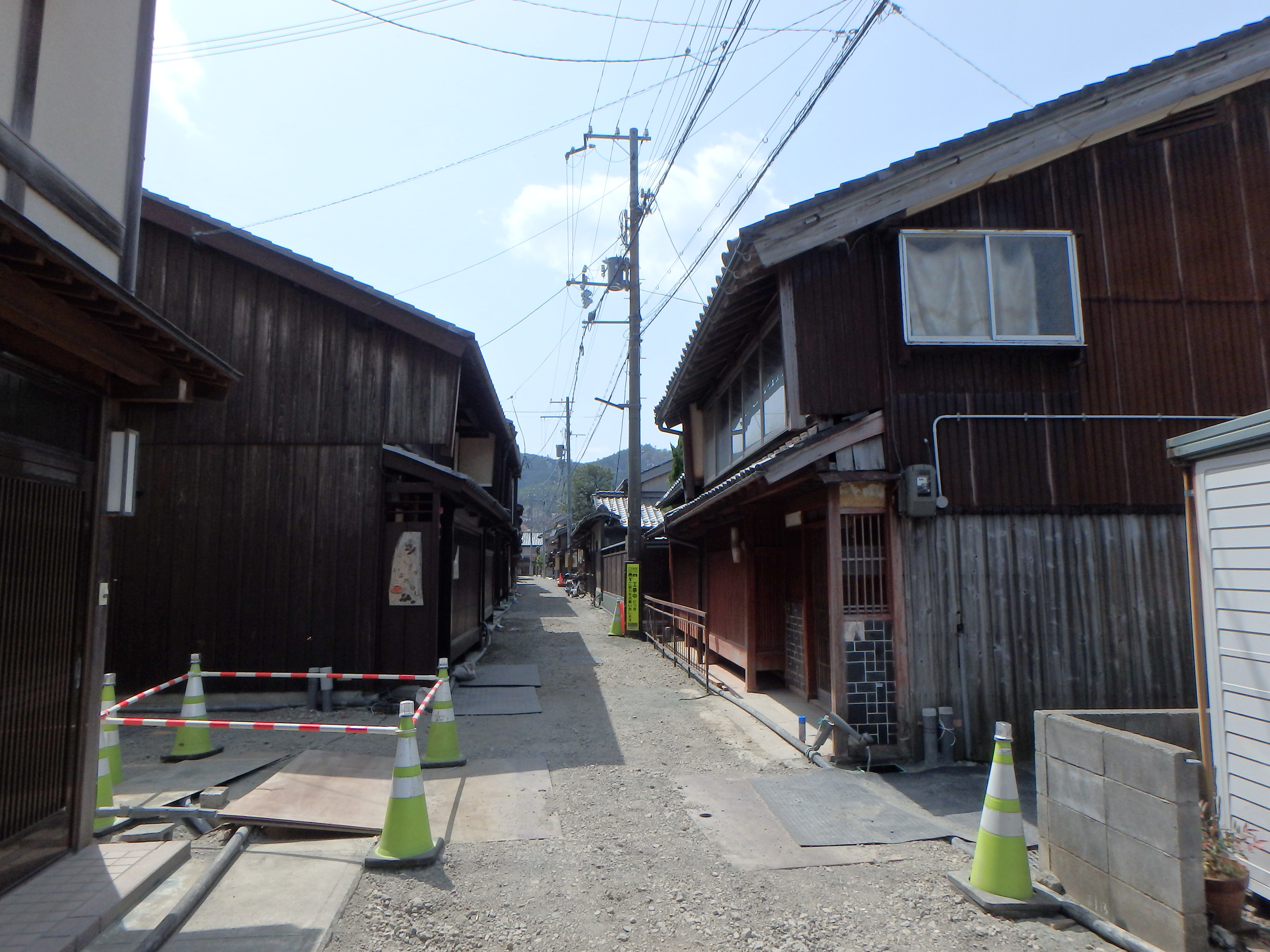
三丁町の工事風景（2018年4月1日）

## 交通
- 小浜線小浜駅から下車徒歩15分

## 周辺情報

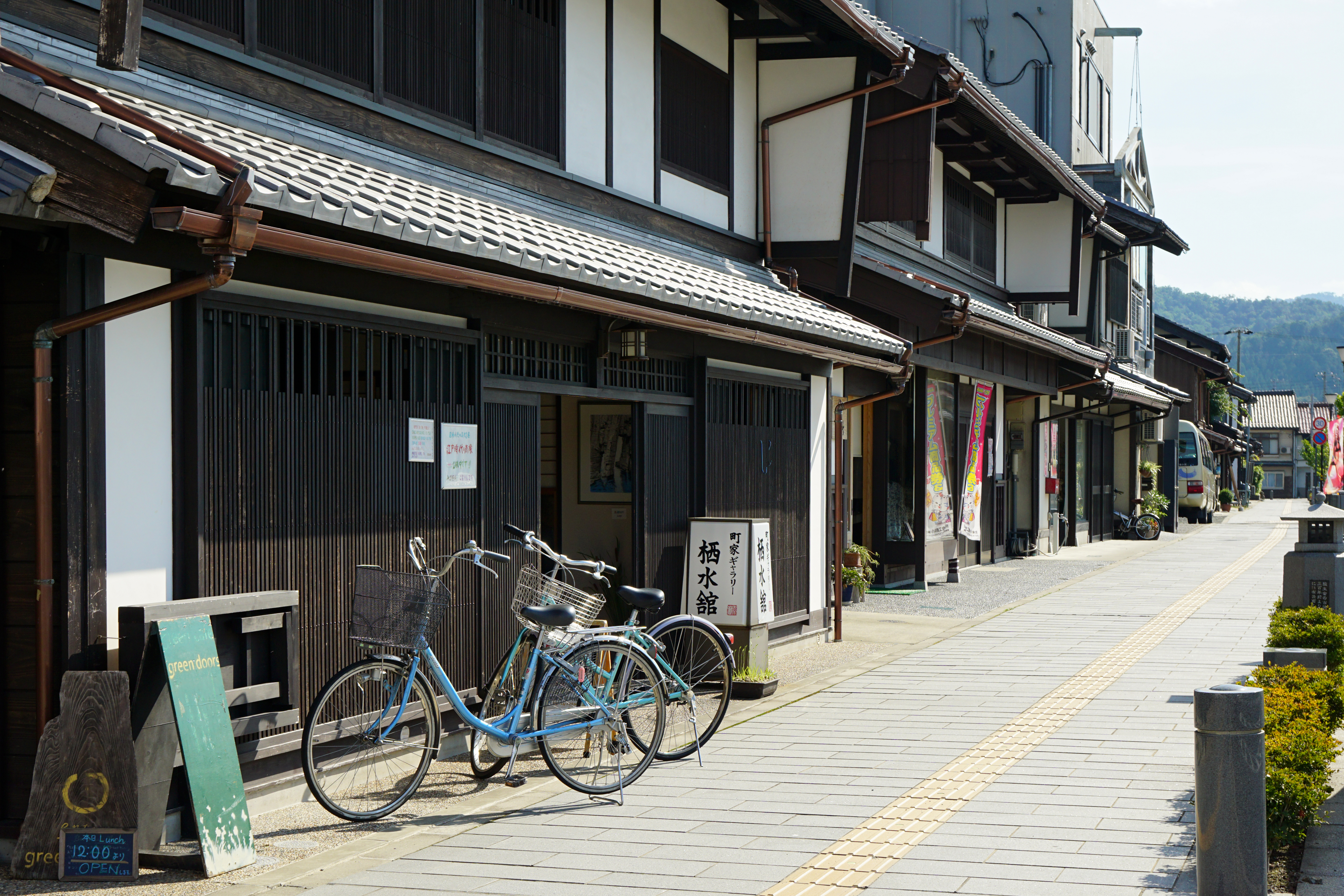
町家ギャラリー栖水舘
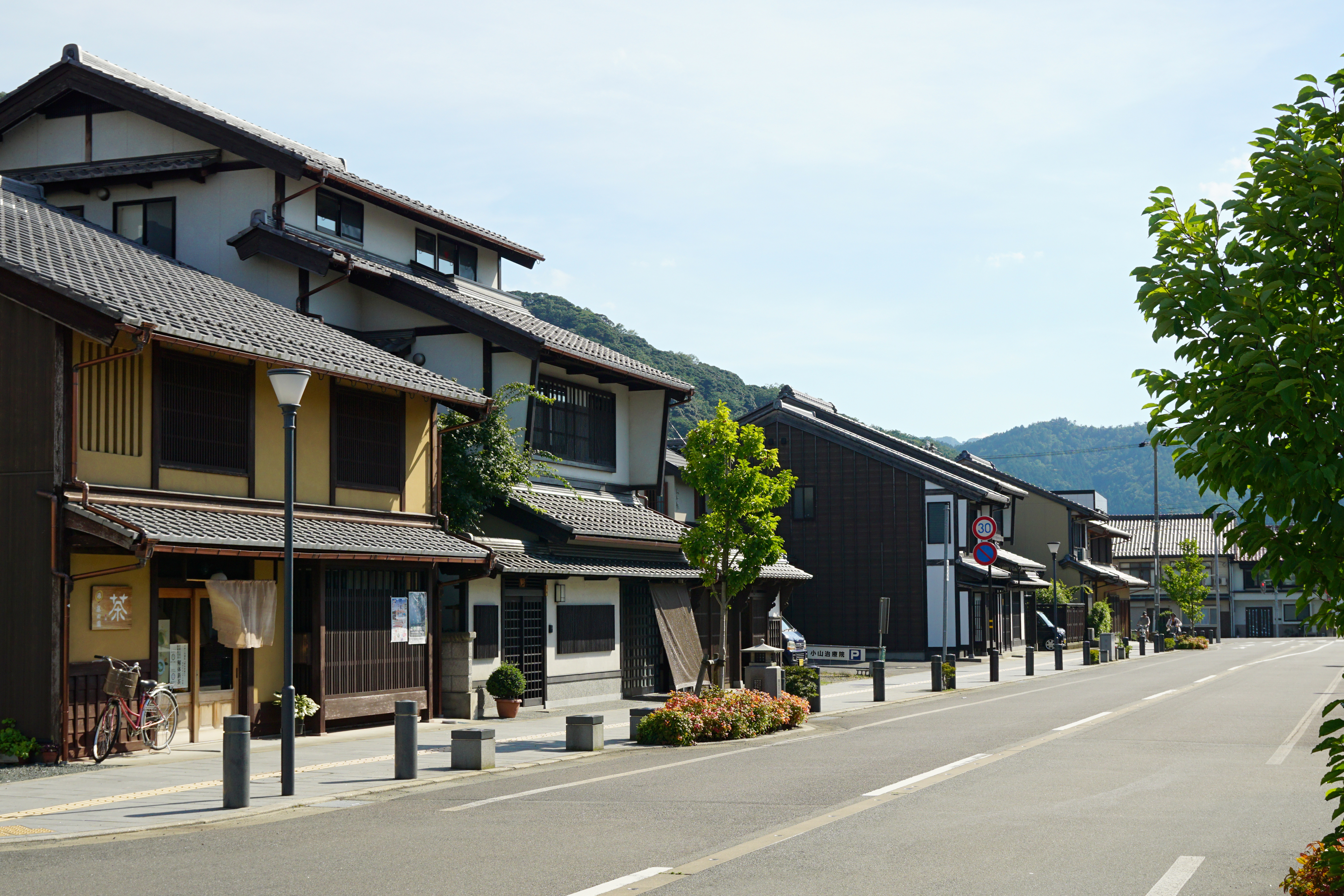
浜通り
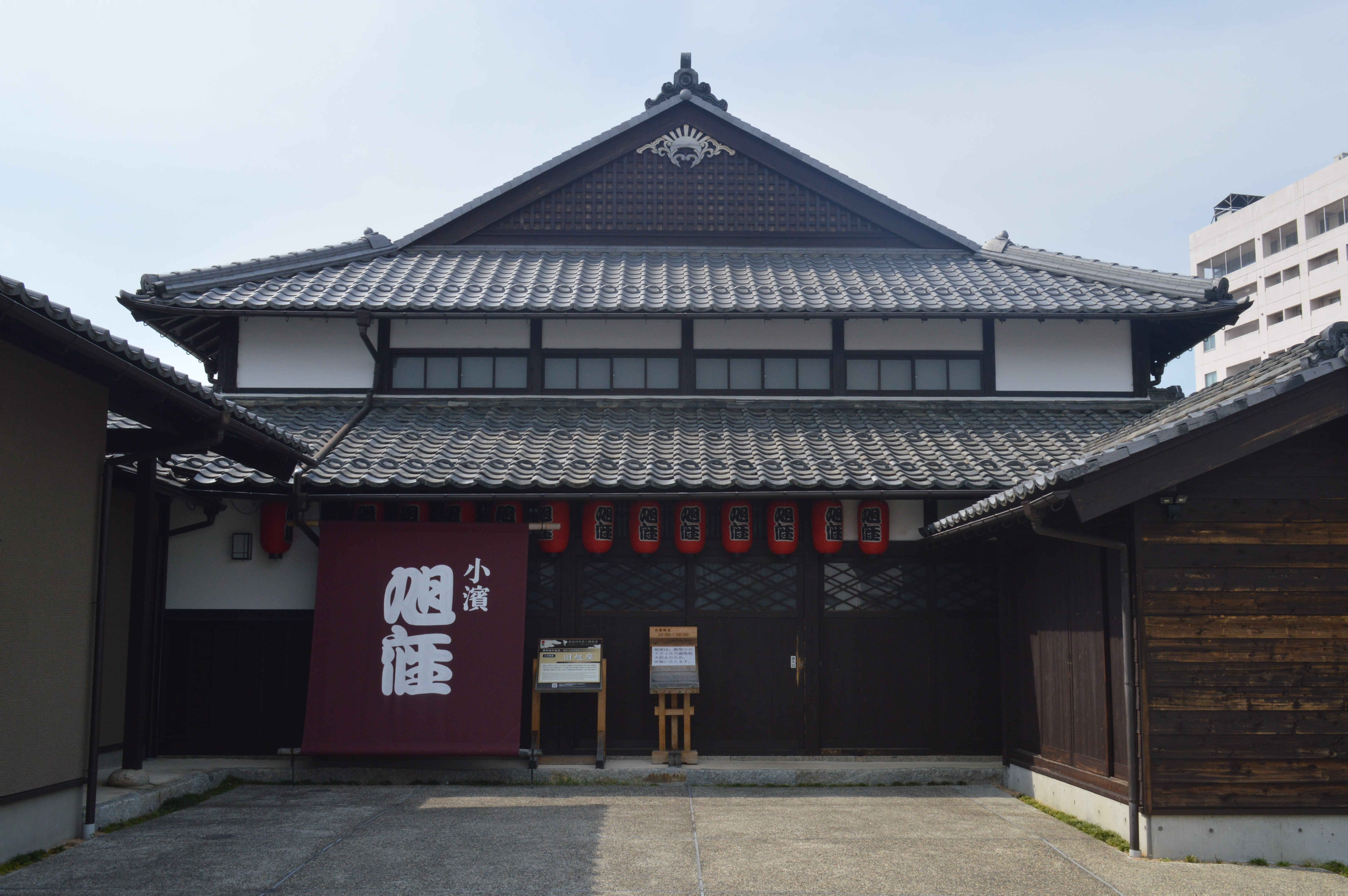
旭座